# Theo Tupayachi
Theo Tupayachi Calderón (Cusco, 1976 ) es un director de orquesta peruano.
Nacido en el Cusco, estudió guitarra clásica y violonchelo en el Instituto Regional de Música del Cusco y composición y dirección en el Conservatorio Nacional de Música del Perú. Desde el año 2006 se dedicó al impulso de la música académica en la ciudad del Cusco y, en el 2009, fue el fundador y director artístico de la Orquesta Sinfónica del Cusco administrada por la Dirección Desconcentrada de Cultura del Gobierno Regional del Cusco.